# Fujiwara no Tokihira
Fujiwara no Tokihira (藤原 時平, 871 – 26 d'abril, 909), va ser el fill gran de Fujiwara no Mototsune i de la seva primera esposa, una filla del príncep Saneyasu. Va rebre el càrrec de gran conseller (dainagon) abans del 897. El 899 va ser nomenat ministre de l'esquerra, mentre que el seu rival Sugawara no Michizane va ser nomenat ministre de la dreta. Els dos homes van tenir afers des del 897 al 901, l'any que va veure l'exili de Michizane. Segons alguns relats, van ser els comentaris calumniosos de Fujiwara no Tokihira els que van causar la caiguda de Sugawara no Michizane. Tokihira va morir prematurament l'any 909, i en aquell moment es va dir que era a causa de l'esperit de Michizane. Se li va atorgar pòstumament el rang de Ministre d'Afers Suprems.

## Carrera
Tokihira va ser ministre sota l'Emperador Daigo.
- 891 (Kanpyō 3, 3r mes): Tokihira va rebre l'equivalent de sangi.[2]
- 897 (Kanpyō 9, 6è mes): Tokihira va ser nomenat Dainagon amb un rang igual al de General de l'Esquerra. 129.[3]
- 899 (Shōtai 2): Tokihira es va anomenar Sadaijin[4]
- 900 (Shōtai 3): Tokihira va acusar Sugawara no Michizane de conspirar contra l'emperador.[3] Això va provocar l'exili de Michizane a Dazaifu a Kyūshū.[4]
- 909 909 (Engi 9, 4t mes): Tokihira va morir als 39 anys. Va ser honrat amb rang i títols pòstums.[5]

## Genealogia
Aquest membre del clan Fujiwara era fill de Fujiwara no Mototsune. Tokihira tenia dos germans: Fujiwara no Tadahira i Fujiwara no Nakahira.
- Pare: Fujiwara no Mototsune
- Mare: filla del príncep imperial Saneyasu
- Esposa: princesa Renshi, filla del príncep imperial Motoyasu
  - 1r fill: Fujiwara no Yasutada (890-936)
  - Filla: Fujiwara no Hōshi, consort de l'emperador Uda
  - Filla: Fujiwara no Hitoshi
- Esposa: filla de Jin Minamoto
  - 2n fill: Fujiwara no Akitadata (898-965)
- Esposa: Filla d'Ariwara no Muneyana
  - 3n fill: Fujiwara no Atsutada (906-943)
- Dona: Desconeguda
  - Filla: Concubina de Fujiwara no Saneyori
  - Filla: Esposa del príncep imperial Atsumi
  - Filla: Esposa del príncep imperial Yoshiakira

## Obres seleccionades
En una visió estadística derivada dels escrits de i sobre Fujiwara no Tokihira, OCLC/WorldCat inclou aproximadament 35 obres en 69 publicacions en 1 idioma i 122 fons de biblioteques.
- Sandai jitsuroku (三代實).[1]
- Engi shiki (延喜式).[1]